# 基蒂尼亚诺
基蒂尼亚诺（義大利語：Chitignano），是意大利阿雷佐省的一个市镇。总面积14.72平方公里，人口974人，人口密度66.2人/平方公里（2009年）。ISTAT代码为051014。